# جيسي (مسلسل تلفزيوني)
جيسي هو مسلسل تم إنتاجه في الولايات المتحدة. بدأ عرضه في سنة 2011. بلغ عدد مواسم المسلسل 4 مواسم، كما بلغ عدد حلقاته 98 حلقة، وتبلغ مدة الحلقة الواحدة 25 دقيقة. تم بث المسلسل لأول مرة بتاريخ 30 سبتمبر 2011 بينما تم بث آخر حلقة منه بتاريخ 16 أكتوبر 2015.

## بطولة
- ديبي رايان
- كاميرون بويس
- بيتن ليست
- سكاي جاكسون
- كاران برار

## وصلات خارجية
- الموقع الرسمي

- جيسي على موقع IMDb (الإنجليزية)
- جيسي على موقع روتن توميتوز (الإنجليزية)
- جيسي على موقع فيلمافينيتي (الإسبانية)
- جيسي على موقع كينوبويسك (الروسية)
- جيسي على موقع ألو سيني (الفرنسية)
- جيسي على موقع قاعدة بيانات الفيلم (الإنجليزية)